# Durmignat
Durmignat là một xã ở tỉnh Puy-de-Dôme trong vùng Auvergne-Rhône-Alpes miền trung nước Pháp.

## Địa hình
Sông Bouble chảy theo hướng Đông bắc và tạo nên gianh giới phía Đông Bắc của xã.